# Szałwia omszona
Szałwia omszona (Salvia nemorosa L.) – gatunek rośliny z rodziny jasnotowatych (Lamiaceae). Rośnie na naturalnych stanowiskach w południowej, środkowej i wschodniej Europie, oraz na części obszaru Azji (Turcja, Kaukaz, Syberia, Kazachstan, Kirgistan). Jest też uprawiana w wielu krajach świata. W Polsce występuje w południowo-wschodniej części kraju, w innych miejscach tylko jako gatunek zawleczony. Status we florze Polski: kenofit, efemerofit.

## Morfologia

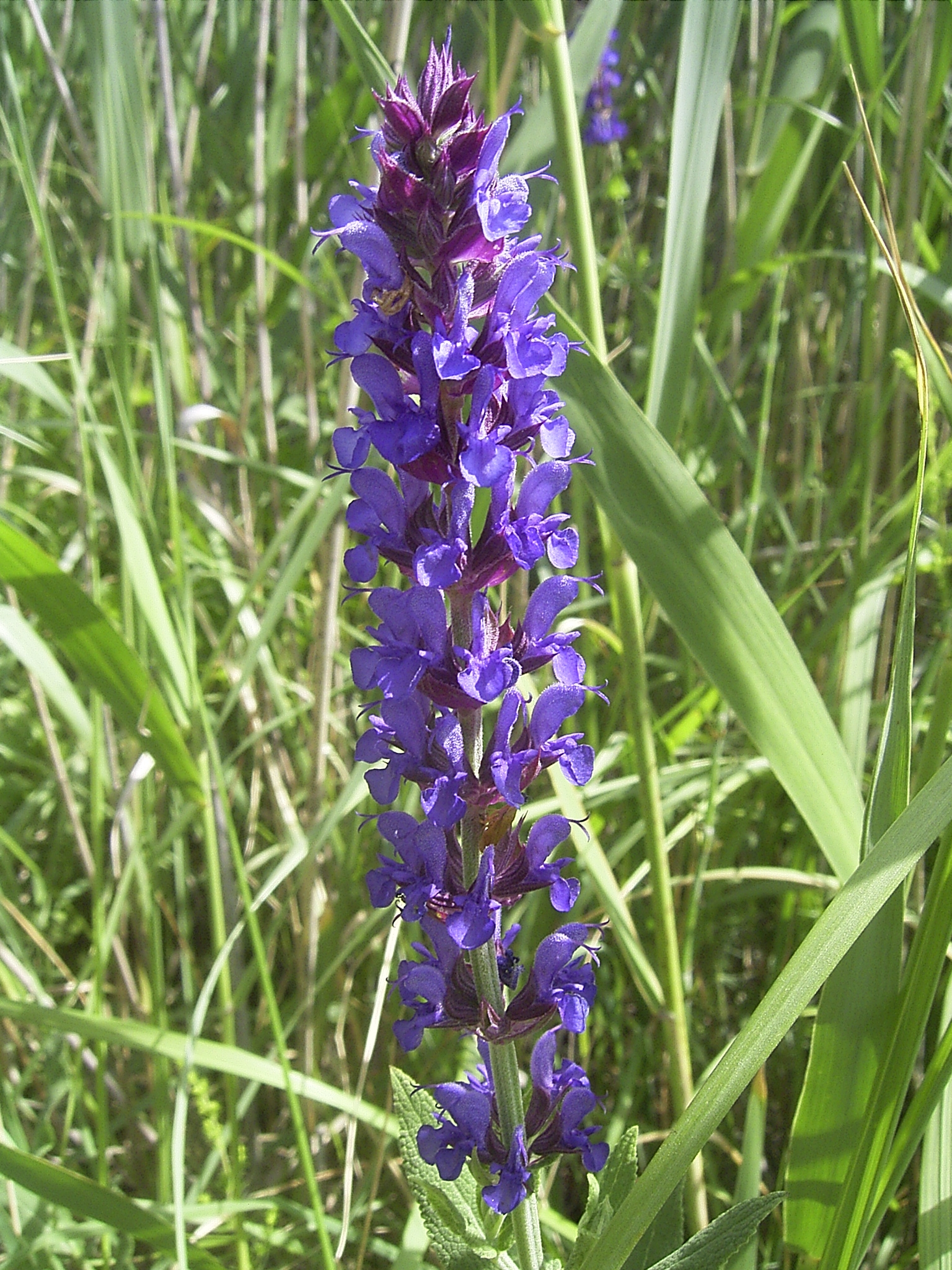
Kwiatostan

ŁodygaPosiada wzniesioną łodygę o wysokości 30–80 cm. Jest ona nierozgałęziona lub wyrastają z niej długie, wzniesione gałązki. Cała (gęściej w górnej części) jest owłosiona krótkimi, gęstymi i białawymi włoskami zwróconymi w dół, brak jednak włosków gruczołowych. Jest dość gęsto ulistniona. Łodyga w dole często fioletowo nabiegła.
LiścieDolne wyrastają na długich ogonkach, górne są krótkoogonkowe lub siedzące. Mają kształt podługowaty lub eliptyczny i są nieco pomarszczone, o brzegach podwójnie nierówno karbowano-piłkowanych. Dolna strona owłosiona gęstymi, szarymi włoskami (również brak włosków gruczołowych).
KwiatyGrzbieciste, fioletowe, wzniesione. Kielich krótko omszony i zazwyczaj purpurowo nabiegły. Korona ma długość 10–15 mm, a jej górna warga jest bardzo słabo łukowata i ma na szczycie 3 maleńkie i stulone ząbki. W rurce korony wewnątrz brak pierścienia włosków. Kwiaty zebrane są w okółki wyrastające w kątach szerokojajowatych, ciemnopurpurowych podsadek, które mają taką samą długość jak kielich. Przed rozkwitnięciem kwiatów podsadki zachodzą na siebie dachówkowato.

## Biologia i ekologia
RozwójBylina, hemikryptofit. Kwitnie od czerwca (czasami już od maja) do sierpnia.
SiedliskoRośnie na przydrożach, w siedliskach ruderalnych, w suchych murawach, na suchych łąkach, na zboczach. Gatunek charakterystyczny dla rzędu (O). Festucetalia valesiacae.
GenetykaLiczba chromosomów 2n = 12, 14.
ZmiennośćKrzyżuje się z szałwią łąkową (Salvia pratensis). Powstaje mieszaniec Salvia × sylvestris L..

## Zastosowanie i uprawa
Jest uprawiana jako roślina ozdobna. Jest łatwa w uprawie. Nadaje się na rabaty kwiatowe, jej walorami ozdobnymi są kwiaty. Istnieją kultywary o kwiatach białych, różowopurpurowych i fioletowych. Jest dość odporna na suszę, ale podlewana rośnie lepiej. Rozmnaża się przez podział kęp jesienią lub przez nasiona wysiewane w maju na rozsadnik. Jeżeli nasiona nie są zbierane, należy po przekwitnięciu rośliny ściąć kwiatostany. Wycięcie całych pędów tuż przy ziemi spowoduje, że jesienią zakwitnie ona drugi raz. Nawozi się kompostem, obornikiem lub nawozami wieloskładnikowymi.